# 別哈城 (危地馬拉)

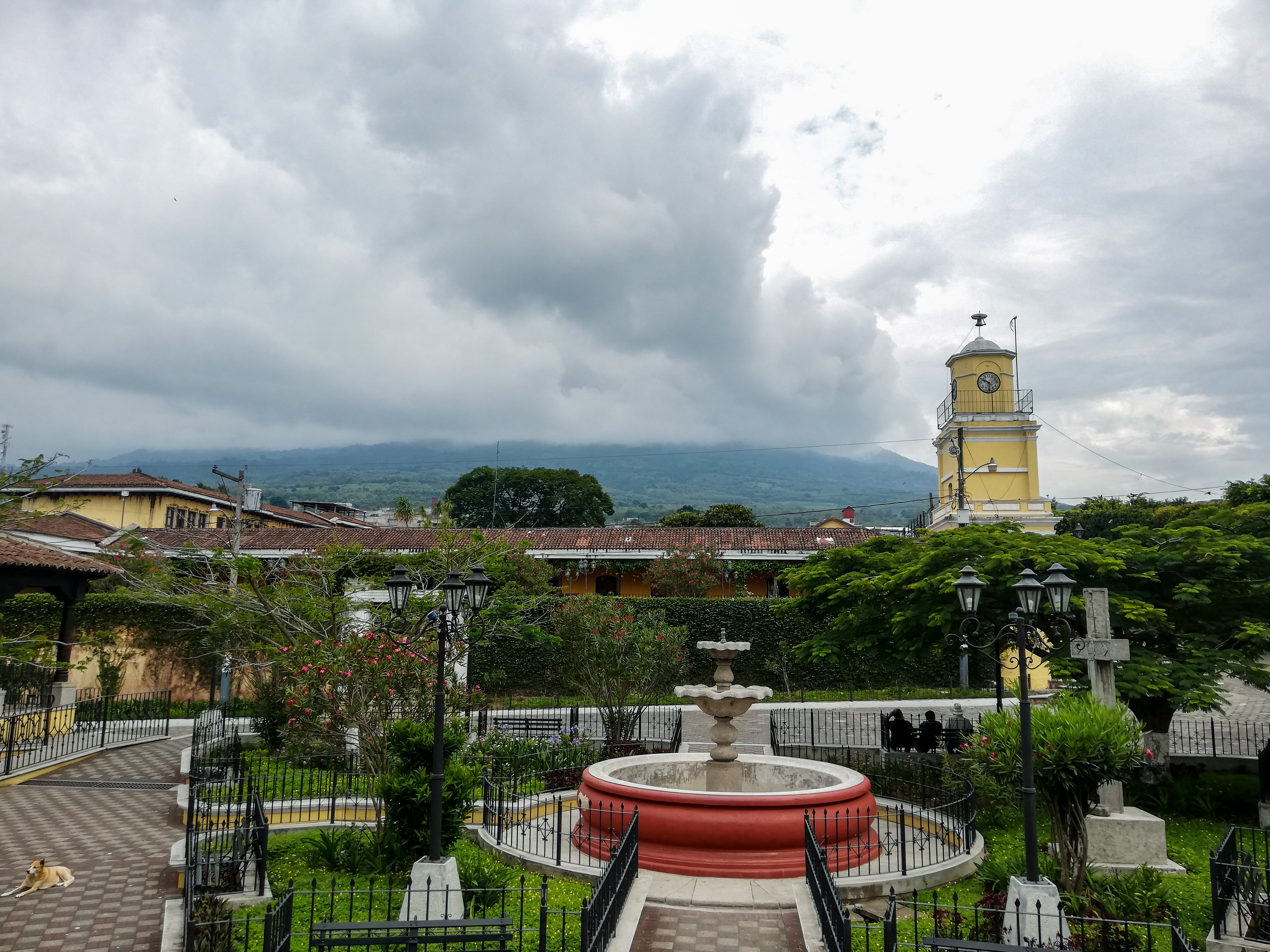
别哈城的的天际线

別哈城是危地馬拉的城鎮，由薩卡特佩克斯省負責管轄，位於該國中南部，始建於1527年11月22日，面積51平方公里，海拔高度1,550米，2022年人口41,920。